# Pivovar Rudník
Pivovar Rudník je bývalý zámek, později přestavěný na pivovar, v Rudníku v okrese Trutnov. Nachází se ve vidlici Bolkovského potoka a jeho pravostranného přítoku, v blízkosti kostela sv. Václava.

## Historie
Původně renesanční tvrz nechal postavit Hanibal z Valdštejna (nejvyšší mincmistr Českého království) s manželkou Kateřinou Berkovou z Dubé koncem 16. a počátkem 17. století. Tvrz je poprvé uváděna roku 1615, později byla upravena na jednoduchý zámek.
Zámek byl v roce 1815 (podle jiných zdrojů 1813 či 1816) majitelem Josefem Karlem ze Silberštejnu masivně přestavěn na pivovar a vinopalnu/lihovar. Byly zde postaveny železobetonové kvasné nádrže, truhlárna vybavená moderními stroji na elektrický pohon, kompresorová chladírna a vlastní stáčírna piva. Pivovar byl výrazně modernizován v roce 1888, kdy jej odkoupil významný místní podnikatel Josef Kluge (1847–1909). V letech 1903-1926 činil výstav piva kolem 10 000 hl ročně, s výrazným poklesem v období 1. světové války a opětným nárůstem po ní až k 20 000 hl. Po roce 1945 byl pivovar znárodněn a začleněn do národního podniku Hradecké pivovary. Výroba byla zastavena roku 1951. Do roku 1989 jej využíval Státní statek Lánov.
Objekt byl 20. ledna 1992 prohlášen kulturní památkou.

## Současnost
V objektu jsou zachovány cenné renesanční klenby a zbytky sgrafitových "psaníček" na fasádě; dále ve zdi hospodářské budovy zazděné čtyři hraniční mezníky/fundátorské desky. Objekt je v soukromém vlastnictví, ale bez využití a chátrá. V roce 2013 se objevila iniciativa na jeho záchranu; v roce 2019 proběhla částečná havarijní oprava střechy budovy chladového hospodářství. Architektonická kancelář Ilex Architects v čele s Josefem Smutným má v plánu zde vybudovat České centrum pro architekturu a další budovy přeměnit na byty a obchody.

## Fotogalerie

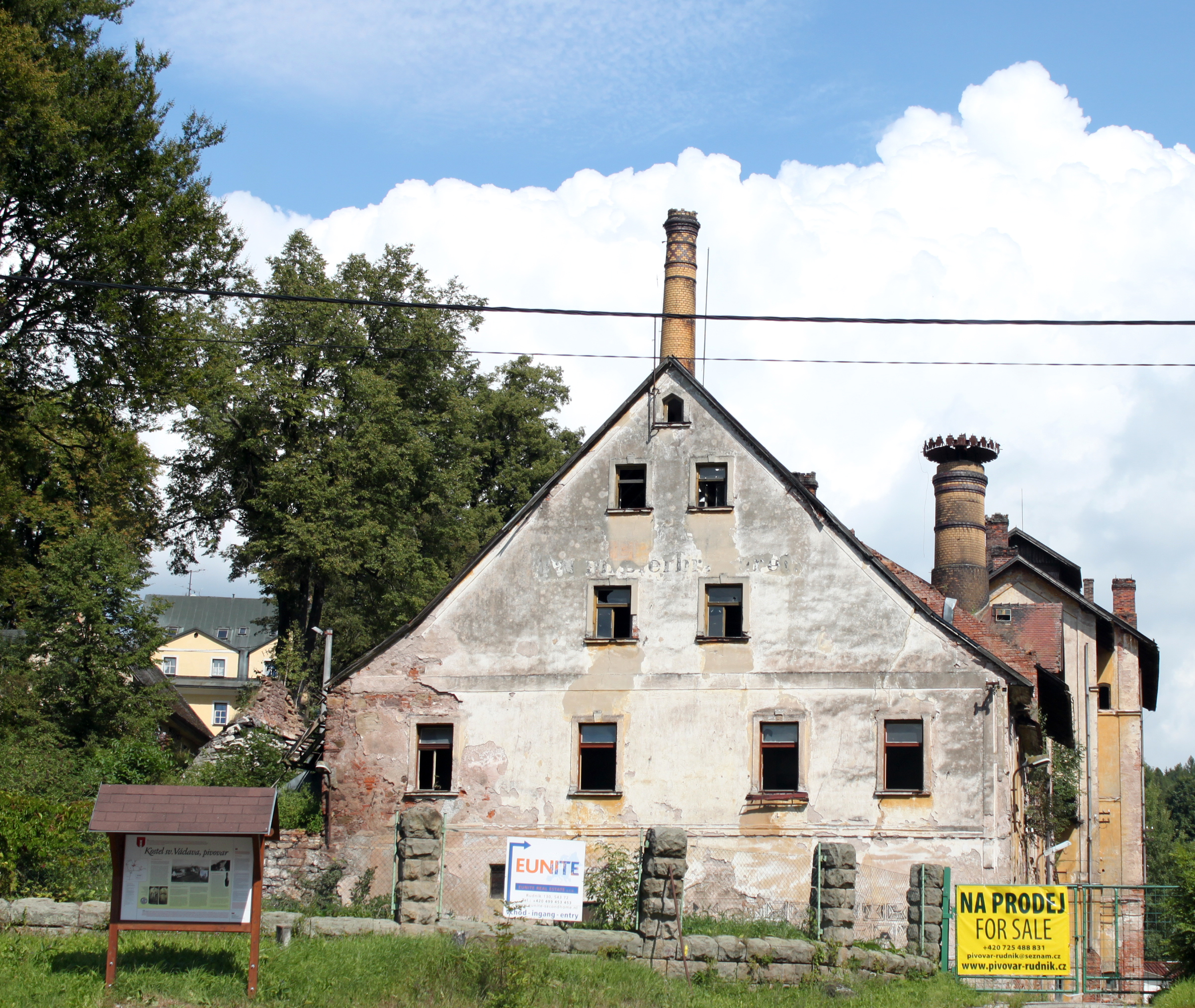
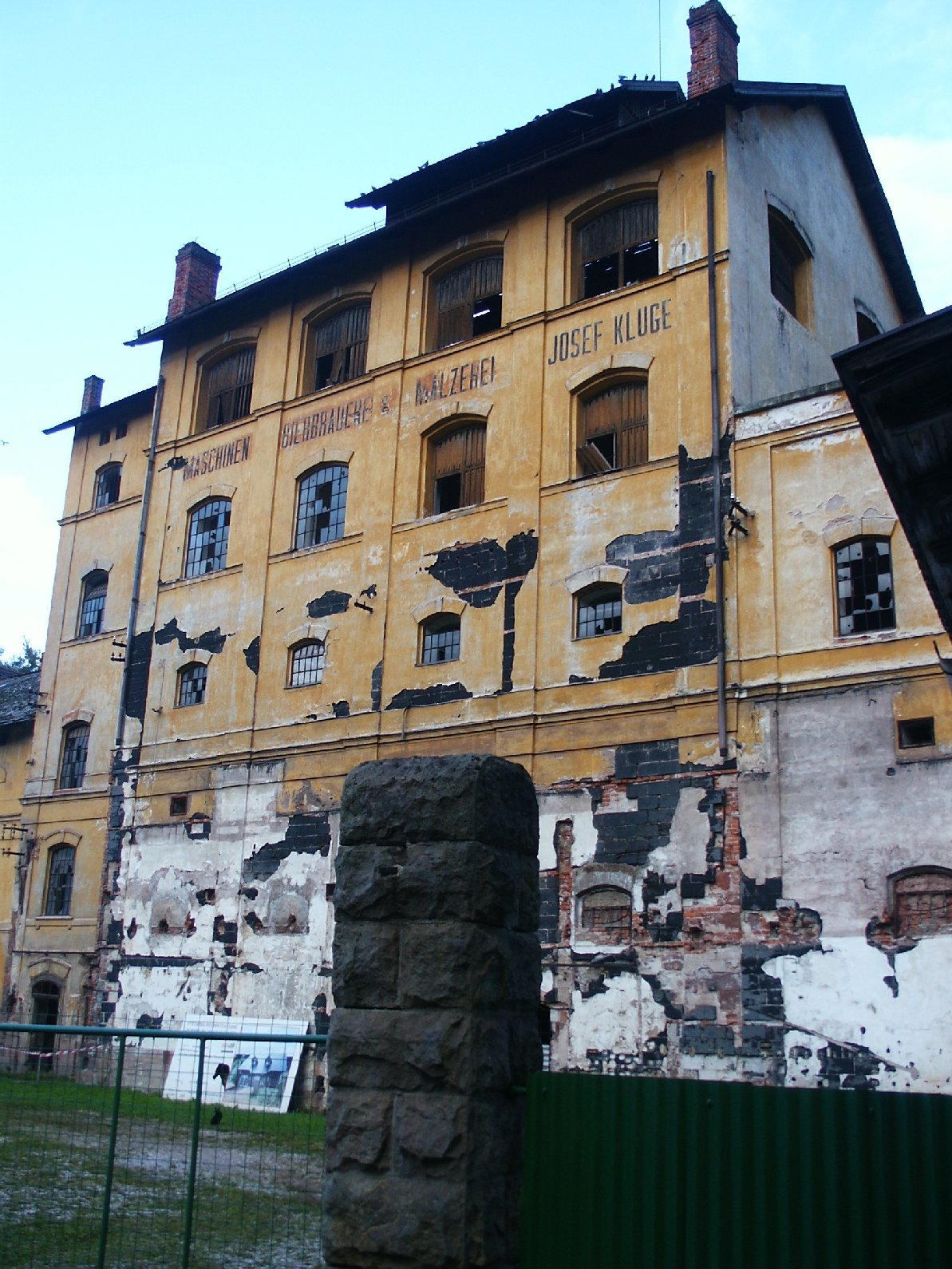
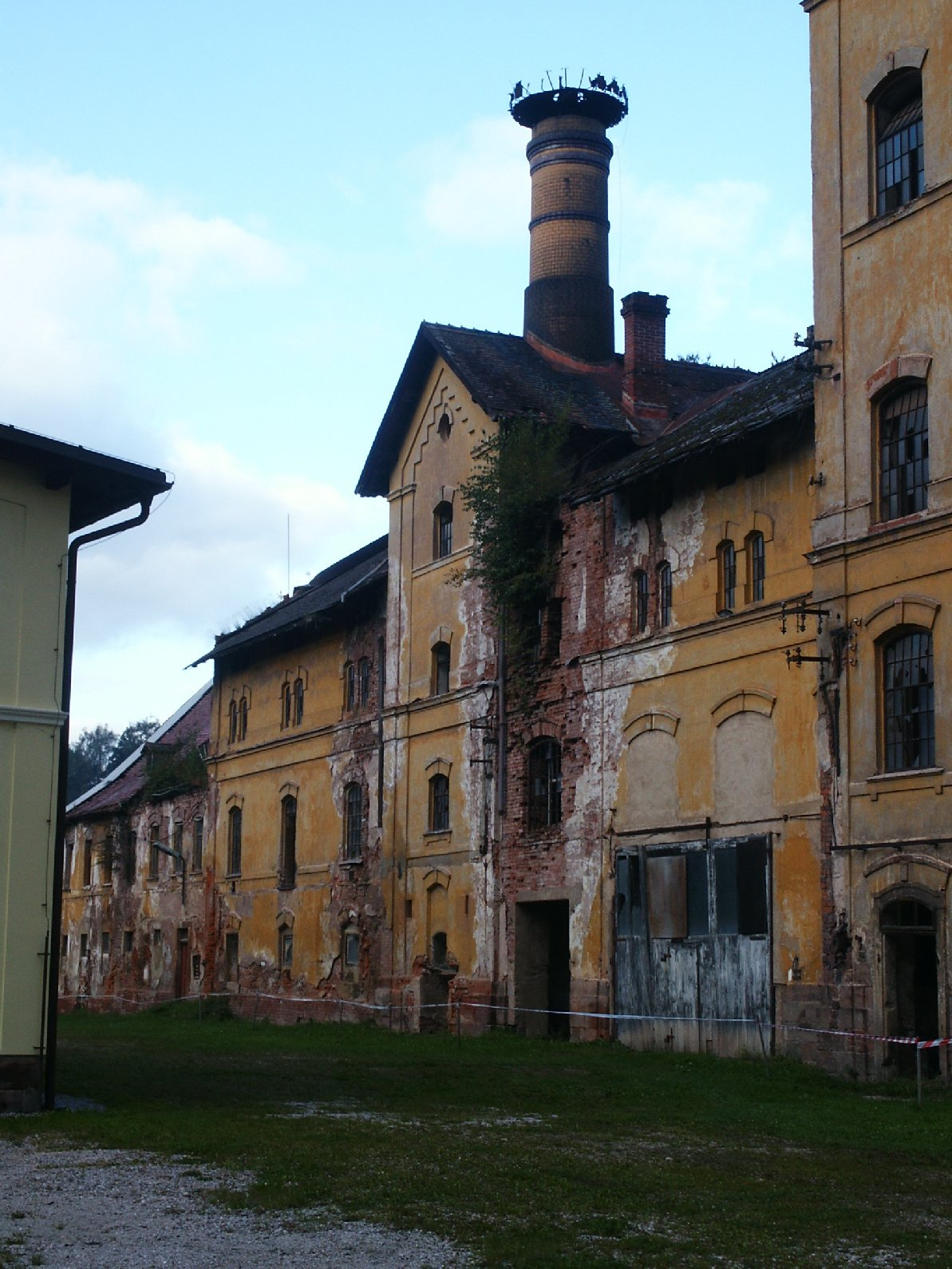